# هورنی نیمتشی
هورنی نیمتشی (به چکی: Horní Němčí) یک منطقهٔ مسکونی در جمهوری چک است که در ناحیه اوهرسکه هرادیشتی واقع شده‌است. هورنی نیمتشی ۱۸٫۰۵ کیلومتر مربع مساحت و ۸۵۰ نفر جمعیت دارد و ۳۳۴ متر بالاتر از سطح دریا واقع شده‌است.